# Achondrostoma occidentale
Achondrostoma occidentale (Robalo, Almada, Sousa Santos, Moreira & Doadrio, 2005) è un pesce d'acqua dolce appartenente alla famiglia Cyprinidae.

## Distribuzione e habitat
È una specie endemica del Portogallo occidentale (Estremadura), il suo areale è limitato (≤ di 500 km²) a tre torrenti: Sizandro, Safarujo (dove potrebbe essere estinto) e Alcabrichel.
Vive nel corso inferiore dei corsi d'acqua a regime pluviale; in estate si rifugia in pozze residuali poste in aree ombreggiate.

## Descrizione
Molto simile agli altri Achondrostoma a più ampia distribuzione come A. arcasii e A. oligolepis da cui si distingue per le scaglie più piccole e numerose e per il muso appuntito e conico (differenza con A. oligolepis).
Misura fino a 9,5 cm.

## Biologia
Poco nota in natura. In cattività si riproduce in primavera (aprile-maggio). Nel periodo riproduttivo si notano gruppi di esemplari intenti alla deposizione delle uova, tra i sassi e la vegetazione acquatica.

## Conservazione
Il limitato areale e i forti prelievi idrici a cui sono sottoposti i tre torrenti in cui vive rendono questa specie minacciata di estinzione. È pertanto classificata come EN (endangered) nella Lista rossa IUCN.